# Маус (танк)
Panzerkampfwagen VIII «Maus» (Maus — «Мышь», иное название — Porsche Typ 205) — сверхтяжёлый танк, спроектированный в Нацистской Германии в период с 1942 по 1945 годы под руководством Фердинанда Порше. Является самым крупным по массе танком из всех, когда-либо воплощённых в металле (боевая масса — 188,9 тонны). Было построено всего два экземпляра машины. В боевых действиях не участвовал. На сегодняшний день в мире сохранился только один танк «Маус», собранный из частей обоих экземпляров, в Техническом центре в парке «Патриот».

## История создания
24 ноября 1938 года главнокомандующий немецких сухопутных войск генерал-полковник Вальтер Герман фон Браухич, сын Бернхарда Адольфа фон Браухича, прусского кавалерийского генерала из дворянского рода с польскими корнями, приказал начать разработку нового типа танков — штурмовых танков. Вскоре, 19 января, были сформированы требования: предполагалось создание двух типов машин, 30-тонной и 65-тонной. Последней машиной был S.W. (Sturmwagen) или VK 65.01.
В январе 1939 года с Krupp подписали контракт на создание башни для VK 65.01. Причём, для башни предусматривалось три варианта вооружения. Два варианта предполагали установку 75-мм пушек — KwK 37 L/24 и 7,5 cm L/40,8 (модификация 7,5 cm FK 16 nA). Третьим вариантом была 105-мм 20-калиберная гаубица, имевшая связь с проектом A.W. (Artilleriewagen).
К апрелю 1939 года проект VK 65.01 обрёл конкретные очертания. 80-мм круговая броня, 22,4-литровый V-образный мотор Maybach HL 224 в 600 л. с., скорость до 25 км/ч.  Ходовая часть имела шахматное расположение опорных катков с торсионной подвеской, причём обладала сходством с ходовой VK 30.01 (H). Шасси, которое разрабатывалось Henchel, предполагалось разделять на три части для перевозок по железным дорогам.
В конце июня 1939 года 6-й отдел Департамента Вооружений провёл унификацию VK 30.01 и VK 65.01 — танки получили одинаковые башни, но с разной бронёй, 50-мм и 80-мм соответственно. К 1 сентября 1939 года был сделан заказ на нулевую серию танка, в феврале и марте 1940 года Krupp получил заказ на изготовление корпусов и башен с вооружением, однако, в октябре 1940 года работы по проекту официально остановили. 
В конце 1942 года по инициативе Гитлера начались работы над «танком прорыва» с максимально возможной бронезащитой. В создании машины приняли участие сразу несколько фирм: корпус и башню изготавливала фирма «Крупп», «Даймлер-Бенц» отвечала за двигательную установку, а «Сименс» — за элементы трансмиссии. Общая сборка велась на заводе фирмы «Алкетт». Проект «тип 205», разработанный Фердинандом Порше, был частично реализован в 1944 году в виде двух опытных образцов танка «Маус».
23 декабря 1943 года Pz.Kpfw Maus отправился в первый испытательный пробег по территории завода Alkett. Пробег этот являлся нелегальным, так как разрешение на него получено не было. Первый пробег оказался и испытанием на проходимость, так как территория завода была завалена обломками из-за бомбардировки за месяц до этого. Первые же метры показали, что опасения насчет поворотливости были напрасны. Танк легко обогнул узкий проход между кучами мусора. По итогам испытаний отмечалась легкость управления танком.
Дальнейшие работы по выпуску десяти серийных танков были прекращены по указанию самого Гитлера, так как у Германии не хватало производственных мощностей для выпуска других, более важных видов оружия.
Полноразмерный деревянный макет танка был представлен Гитлеру 14 мая 1943 года, а первый прототип «Мауса» поступил на ходовые испытания в декабре 1943 года. После их довольно удовлетворительных результатов танк был оборудован настоящей башней для артиллерийских стрельб и полным комплектом внутреннего оборудования.
В своей книге «Воспоминания солдата» Хайнц Гудериан писал:

Через день я выехал на поезде в Лётцен, где временно расположился мой штаб. Там я осмотрел местные казармы. 13 мая я имел беседу со Шпеером, а во второй половине дня был на докладе у Гитлера. 1 мая Гитлеру показали деревянную модель «мышонка» — танка профессора Порше и фирмы Круппа, на котором намеревались установить 150-мм пушку. Общий вес танка должен был достигнуть 175 тонн. Нужно было рассчитывать на то, что он в действительности после конструктивных изменений по указаниям Гитлера будет весить 200 т. Модель не имела ни одного пулемёта для ведения ближнего боя. Уже по этой причине я должен был отклонить её. Конструкция имела тот же самый недостаток, который делал «Фердинанда» Порше непригодным для ведения ближнего боя. А ведь танку в конце концов неизбежно приходится вести ближний бой, ибо он действует во взаимодействии с пехотой. Начались бурные споры, так как все присутствующие, кроме меня, находили «мышонка» великолепным. Он обещал быть именно «гигантским»…

Второй прототип был заложен в марте 1944 года и к середине года был оснащен башней и силовой установкой. В течение 1944 года ещё четыре корпуса были заказаны к производству. В июле того же года производство всех прототипов было остановлено, а готовые танки были отправлены на металлолом. Испытания второго прототипа продолжались, он модернизировался и развивался в течение 1944 года. Второй прототип был оборудован дизельным двигателем «Даймлер-Бенц» МВ 517, как оказалось, капризным и ненадёжным в эксплуатации.
Масса 188,9 тонны исключала возможность перехода «Мауса» через реки по автодорожным мостам. Поэтому предполагалось переправлять танки попарно по дну реки. При этом загерметизированный, без экипажа, «Маус» получал по кабелю управление и электропитание для движения от другого «Мауса» на берегу.
В бою эти танки испытаны не были. В апреле 1945 года, при приближении частей Красной армии к полигону, немцами было принято решение уничтожить прототипы ввиду невозможности их эвакуации. Оба танка были взорваны, но значительным разрушениям подвергся только один. В дальнейшем из обоих повреждённых танков по указанию командующего бронетанковых и механизированных войск был собран один; 4 мая 1946 года он был доставлен на полигон в Кубинке. После испытаний силовая установка, как и всё внутреннее оборудование, было демонтировано. Долгое время экспонат находился в Военно-историческом музее бронетанкового вооружения и техники в Кубинке, вошедшем с 2015 года под названием «Технический центр» в состав Парка «Патриот».

## Описание конструкции
Экипаж машины состоял из шести человек. Сиденья водителя и радиста располагались в отделении управления между двумя главными топливными баками ёмкостью по 1590 л. каждый. Позади них, в моторном отделении, по бортам были размещены водяные и масляные радиаторы, а в центре — двигатель. Каждый ходовой каток был оснащён собственным электродвигателем.
Сперва на танк предполагали установить дизель, который был значительно экономичнее карбюраторного двигателя, следовательно, не требовал дополнительных топливных баков. Кроме того, дизельное топливо было доступнее и дешевле, чем бензин. Недостатком дизельных двигателей была низкая устойчивость к морозам, что было очень важно в условиях Восточного фронта. Однако Шпеер попросил Порше использовать на танке серийный авиационный карбюраторный двигатель «Даймлер-Бенц» MB 509, ведь, применяя уже готовый двигатель, можно было сэкономить время, необходимое для создания новой силовой установки. За двигателем, дальше к корме находился генератор, с укладкой боеприпасов в спонсонах с обеих сторон. В спонсоне с передне-правой стороны генератора — вспомогательный двигатель с аккумуляторными батареями к его задней части. В корме корпуса, также в спонсонах, располагаются моторы электропривода. Трансмиссия находится в глубокой части корпуса между электромоторами, позади генератора.
Над боевым отделением корпуса располагалась башня, в которой размещались командир танка, командир орудий и два заряжающих.
Танк был выполнен на высоком технологическом уровне. Применение многокатковой ходовой части и гусениц шириной 1100 мм обеспечило «Маусу» довольно низкое удельное давление на грунт, ненамного больше, чем у обычных немецких тяжёлых танков. Основной его особенностью явилось мощное круговое бронирование и 2-пушечное вооружение, а также использование электромеханической трансмиссии, которая состояла из двух электроприводов левой и правой гусениц. Тяговые электродвигатели питались током от двух генераторов, расположенных в моторном отделении. Две независимые друг от друга электросистемы передавали крутящий момент от двигателей к ведущим колёсам через двухступенчатый редуктор.

## В массовой культуре

### В компьютерных играх
Maus присутствует в ряде танковых симуляторов и стратегий:
- World of Tanks (2010). Танк представлен в четырёх вариантах: V.K.100.01(P) (как тяжёлый танк 8-го уровня), Mäuschen (как тяжёлый танк 9-го уровня), Maus (как тяжёлый танк 10-го уровня), V.K.168.01(P) (как тяжёлый премиум-танк 8-го уровня), Tiger-maus (как премиумный танк 8 уровня);
- World of Tanks Blitz (2014) в тех же вариациях;
- War Thunder (2012), танк представлен в игре как тяжелый танк V ранга;
- R.U.S.E. (2010);
- Блицкриг (2003);
- Блицкриг: Пылающий горизонт (2004);
- Блицкриг 3 (2017);
- Codename: Panzers – Phase Two (2005);
- Codename: Panzers – Cold War (2006);
- Rush for Berlin (2006);
- War Front: Turning Point (2007);
- Panzer Front bis (2001);
- Tanktastic (2012);
- Panzer General II (1997);
- Tiger Tank (2014);
- Hearts of Iron IV (2016);
- Kards[англ.] (2019).